# 병가
병가(兵家)는 제자백가의 하나로, 《손자(孫子)》에서 "싸우지 않고 타국의 병사를 압도하는 것이 최선이다"라고 가르친 손자에 의해 대표된다. 《손자》에는 적정(敵情)과 자기 나라의 정세의 파악, 지리적 조건이나 계절에 따라서 고려해야 할 점, 지휘관의 적격성, 전략과 군비, 부대의 편성법 등이 씌어져 있다.

## 병법서 목록
- 손자병법 - 손자(손무(孫武))가 쓴 병법서이다.
- 손빈병법 - 손빈(孫臏)이 쓴 것으로, 손빈은 손자의 후손이다. 손자병법의 저자가 손빈이라는 설도 있었으나, 1972년 산둥성 임기현에서 '손자병법'과 '손빈병법' 이 두 가지의 죽간이 함께 출토됨으로써 각 저자가 다르다는 것이 판명되었다.
- 오자병법 - 오기가 쓴 병법서이다. '무능한 지휘자는 적보다 무섭다'는 말로 유명하다.
- 육도 - 태공망 강상이 쓴 병법서로 알려져 있다.
- 제갈량집 - 제갈량이 쓴 병법서이다.
- 삼략 - 황석공이 쓴 병법서이다. 후에 장량에게 삼략을 건네주었다.
- 사마법 - 제나라의 장군인 사마양저의 병법서이다.
- 위료자 - 진시황의 병법가 위료가 저작한 병법서이다.
- 이위공문대 - 이정이 자신과 당태종 이세민이 병법에 대하여 대화한 기록한 병법서이다.
- 백전기략 - 유백온이 쓴 병법서이다.
- 삼십육계 - 작자 미상.

## 참고 문헌
- 이 문서에는 다음커뮤니케이션(현 카카오)에서 GFDL 또는 CC-SA 라이선스로 배포한 글로벌 세계대백과사전의 내용을 기초로 작성된 글이 포함되어 있습니다.